# Мяндіги
Мяндіги (рос. Мяндиги) — село Амгинського улусу, Республіки Саха Росії. Входить до складу Мяндізького наслегу.
Населення — 395 осіб (2015 рік).